# Schema.org
Schema.org — довідковий вебсайт, який публікує документацію та інструкції щодо використання розмітки структурованих даних на вебсторінках (так звані мікродані). Його головна мета — стандартизувати теги HTML, які будуть використовуватися вебмайстрами для створення розширених результатів (відображаються у вигляді візуальних даних або інфографічних таблиць у результатах пошукової системи) щодо певної теми, що цікавить. Це частина проєкту семантичної павутини, метою якого є зробити коди розмітки документів більш читабельними та значущими як для людей, так і для машин.

## Історія
Schema.org — ініціатива, започаткована 2 червня 2011 року Bing, Google і Yahoo! (оператори найбільших на той момент світових пошукових систем) для створення та підтримки загального набору схем для розмітки структурованих даних на вебсторінках. У листопаді 2011 року до ініціативи приєднався Яндекс (пошукова система якого є найбільшою в Росії). Вони пропонують використовувати словник schema.org разом із форматами Microdata, RDFa або JSON-LD для позначення вмісту вебсайту метаданими про себе. Таку розмітку можуть розпізнати пошукові системи та інші аналізатори, що надає доступ до сенсу сайтів (див. Семантична павутина). Ініціатива також описує механізм розширення для додавання додаткових властивостей. У 2012 році онтологія GoodRelations була інтегрована в Schema.org. Публічне обговорення ініціативи в основному відбувається в списку розсилки публічних словників W3C.
Значна частина словникового запасу на Schema.org була натхненна попередніми форматами, такими як мікроформати, FOAF і OpenCyc. Мікроформати з найбільш домінуючим представником hCard продовжують (станом на 2015 рік) широко публікуватися в Інтернеті, де розгортання Schema.org значно зросло між 2012 і 2014 роками. У 2015 році Google почав підтримувати формат JSON-LD, а з вересня 2017 року рекомендував використовувати JSON-LD для структурованих даних, коли це можливо.
Попри переваги використання Schema.org, станом на 2016 рік впровадження залишалося обмеженим. Опитування 2016 року серед 300 американських маркетингових агентств і рекламодавців B2C у різних галузях показало лише 17 % охоплення.
Такі валідатори, як інструмент тестування структурованих даних Google, який скоро стане застарілим, або новіший інструмент тестування Google Rich Results, Yandex Microformat validator, і Bing Markup Validator, можуть використовуватися для перевірки достовірності даних, позначених схемами та мікроданими. Зовсім недавно Google Search Console (раніше інструмент для вебмайстрів) надав розділ звіту щодо структурованих даних, які не піддаються аналізу. Якщо будь-який код Schema.org на вебсайті неправильний, він відображатиметься в цьому звіті. Деякі розмітки, такі як організація та особа, зазвичай використовуються для впливу на результати пошуку, які повертає Google Knowledge Graph.

## Типи схем
Існує ряд елементів, якими вебсторінка може бути позначена за допомогою схеми, зокрема:
- Стаття
- «Хлібні крихти»
- Курс
- Подія
- FAQ
- Місцевий бізнес
- Логотип
- Фільм
- Продукт
- Рецепт
- Огляд
- Відео

## Приклади

### Мікродані
Нижче наведено приклад, як розмітити інформацію про фільм та його режисера за допомогою схем і мікроданих Schema.org. Для розмітки даних використовується атрибут itemtype разом із URL-адресою схеми. Атрибут itemscope визначає область дії itemtype. Тип поточного елемента можна визначити за допомогою атрибута itemprop.
```
<
div
 
itemscope
 
itemtype
=
"http://schema.org/Movie"
>

 
<
h1
 
itemprop
=
"name"
>
Avatar
</
h1
>

 
<
div
 
itemprop
=
"director"
 
itemscope
 
itemtype
=
"http://schema.org/Person"
>

 Director: 
<
span
 
itemprop
=
"name"
>
James Cameron
</
span
>
 
(born 
<
time
 
itemprop
=
"birthDate"
 
datetime
=
"1954-08-16"
>
August 16, 1954
</
time
>
)
 
</
div
>

 
<
span
 
itemprop
=
"genre"
>
Science fiction
</
span
>

 
<
a
 
href
=
"../movies/avatar-theatrical-trailer.html"
 
itemprop
=
"trailer"
>
Trailer
</
a
>

</
div
>

```

### RDFa 1.1 Lite
```
<
div
 
vocab
=
"http://schema.org/"
 
typeof
=
"Movie"
>

 
<
h1
 
property
=
"name"
>
Avatar
</
h1
>

 
<
div
 
property
=
"director"
 
typeof
=
"Person"
>

 Director: 
<
span
 
property
=
"name"
>
James Cameron
</
span
>

(born 
<
time
 
property
=
"birthDate"
 
datetime
=
"1954-08-16"
>
August 16, 1954
</
time
>
)
 
</
div
>

 
<
span
 
property
=
"genre"
>
Science fiction
</
span
>

 
<
a
 
href
=
"../movies/avatar-theatrical-trailer.html"
 
property
=
"trailer"
>
Trailer
</
a
>

</
div
>

```

### JSON-LD
```
<
script
 
type
=
"application/ld+json"
>

{
 

 
"@context"
:
 
"http://schema.org/"
,

 
"@type"
:
 
"Movie"
,

 
"name"
:
 
"Avatar"
,

 
"director"
:
 

  
{
 

    
"@type"
:
 
"Person"
,

    
"name"
:
 
"James Cameron"
,

    
"birthDate"
:
 
"1954-08-16"

  
},

 
"genre"
:
 
"Science fiction"
,

 
"trailer"
:
 
"../movies/avatar-theatrical-trailer.html"
 

}

</
script
>

```